# Paolo Pastorelli
Paolo Pastorelli (Gallarate, 6 gennaio 1943 – Roma, 15 marzo 2013) è stato un politico italiano.

## Biografia
Si candida alle elezioni europee del 1999 per i Cristiani Democratici Uniti nella Circoscrizione Italia nord-occidentale, ottenendo oltre 1500 preferenze e risultando il primo dei non eletti, dietro al segretario nazionale Rocco Buttiglione. Quando però quest'ultimo, nel giugno 2001 viene nominato ministro e rassegna le dimissioni dall'Europarlamento, Pastorelli entra al suo posto a Strasburgo, dove rimane sino al termine della Legislatura, nel giugno 2004.
Nel 2002 con il resto della Cdu aderisce all'UDC. Dal 2004 al 2009 è consigliere comunale a Travedona Monate.
Muore nel marzo 2013 all'età di 70 anni.